# Zdzisław Lipkowski
Zdzisław Lipkowski (ur. 19 listopada 1936 w Grudziądzu) – polski lekkoatleta, specjalizujący się w biegach średniodystansowych.

## Osiągnięcia
- Mistrzostwa Polski seniorów w lekkoatletyce
  - Gdańsk 1959 – brązowy medal w sztafecie 4 × 400 m
  - Olsztyn 1960 – srebrny medal w biegu na 800 m
  - Warszawa 1962 – brązowy medal w biegu na 800 m
  - Warszawa 1964 – srebrny medal w biegu na 800 m

## Rekordy życiowe
- bieg na 400 metrów
  - stadion – 48,00 (Wałcz 1967)
- bieg na 800 metrów
  - stadion – 1:49,00 (Londyn 1964)
- bieg na 1000 metrów
  - stadion – 2:25,20 (Szczecin 1960)
- bieg na 1500 metrów
  - stadion – 3:52,60 (Olsztyn 1965)